# Test immunologique
Un test immunologique est un test biochimique qui mesure la présence ou la concentration d'une macromolécule ou d'une petite molécule dans une solution, grâce à l'utilisation d'un anticorps (souvent) ou d'une immunoglobuline (parfois). Si c'est la concentration qui est mesurée on parle aussi de dosage immunologique ou immunodosage.
La molécule détectée par le dosage immunologique est souvent désignée sous le nom d'analyte, il s'agit souvent d'une protéine, bien qu'il puisse s'agir d'autres sortes de molécules, de tailles variées. Des analytes présents dans des liquides biologiques comme le sérum ou l'urine sont fréquemment mesurés grâce à des dosages immunologiques dans un but médical ou de recherche.
Les tests immunologiques existent dans différents formats et déclinaisons. Ils peuvent être menés par étapes en ajoutant des réactifs qui sont ensuite éliminés ou séparés à certains moments du test. Ces tests par étapes multiples sont souvent appelés dosages immunologiques par séparation ou dosages immunologiques hétérogènes. Mais ils peuvent aussi être menés en mélangeant simplement les réactifs et l'échantillon puis en réalisant une mesure physique. Ces tests sont alors appelés dosages immunologiques homogènes ou, moins fréquemment, dosages immunologiques sans séparation.
L'utilisation d'un étalonneur est souvent employée pour les dosages immunologiques. Les étalonneurs sont des solutions contenant l'analyte étudié et dont on connaît la concentration. Cet étalonneur permet ensuite de comparer le résultat obtenu lors du dosage de l'échantillon avec celui obtenu lors du dosage des étalonneurs, ce qui rend interprétables les résultats.

## Principe
Les tests immunologiques reposent sur la capacité d'un anticorps à reconnaître et à se lier à une macromolécule spécifique dans ce qu'on pourrait appeler un mélange complexe de macromolécules. En immunologie, la macromolécule spécifique liée par un anticorps est appelée antigène.
Dans certains cas, un test immunologique peut utiliser un antigène pour détecter la présence d'anticorps qui reconnaissent l'antigène, dans une solution. En d'autres termes, dans certains de ces tests, l'analyte peut être un anticorps plutôt qu'un antigène.
En plus de la liaison d'un anticorps à son antigène, l'autre caractéristique majeure de tous les tests immunologiques est de présenter un moyen de produire un signal mesurable en réponse à la liaison. La plupart des tests immunologiques impliquent ainsi une liaison chimique anticorps-antigène associée à un marqueur détectable. Un grand nombre de marqueurs existent et ils permettent une détection par des moyens différents et variés. De nombreux marqueurs sont détectables parce qu'ils émettent des rayonnements, parce qu'ils produisent un changement de couleur dans une solution, de la fluorescence sous la lumière, ou parce qu'ils peuvent être amenés à émettre de la lumière.

## Histoire
Rosalyn Yalow et Salomon Berson sont souvent considérés comme étant ceux ayant développé les premiers tests immunologiques, dans les années 1950. Yalow reçoit le Prix Nobel de physiologie pour son travail sur les tests immunologiques en 1977, devenant la deuxième femme Américaine à remporter ce prix.
Les tests immunologiques sont devenus beaucoup plus simples à réaliser et plus populaires lorsque les techniques pour lier chimiquement les enzymes à des anticorps ont été mises au point vers la fin des années 1960.
En 1983, le professeur Anthony Campbell de l'université de Cardiff remplace l'iode radioactif utilisé dans les tests immunologiques par un ester d'acridinium qui émet une lumière propre : c'est la chimiluminescence. Ce type de dosage immunologique est maintenant utilisé dans environ 100 millions de tests cliniques chaque année dans le monde, permettant aux cliniciens de mesurer une large gamme de protéines, d'agents pathogènes et d'autres molécules dans des échantillons de sang.
En 2012, l'industrie commerciale des dosages immunologiques a gagné 17 milliards de dollars.

## Marqueurs
Les tests immunologiques emploient des marqueurs très variés afin de permettre la détection des antigènes et des anticorps. Ces marqueurs sont généralement chimiquement liés ou conjugués à l'antigène ou à l'anticorps ciblé.

### Enzymes
Les enzymes sont probablement l'un des marqueurs les plus couramment utilisés dans les tests immunologiques. Ces tests immunologiques qui utilisent des enzymes sont appelés ELISA (de l'anglais enzyme-linked immunosorbent assay, littéralement « dosage d'immunoabsorption par enzyme liée ») ou dosages immuno-enzymatiques (souvent appelés EIA, pour enzyme immunoassays).
Parmi les enzymes couramment utilisées dans les ELISA on trouve la peroxydase de raifort (HRP), la phosphatase alcaline (AP) ou la glucose oxydase. Ces enzymes permettent une détection souvent parce qu'elles produisent un changement de couleur observable en présence de certains réactifs. Dans certains cas, ces enzymes sont exposées à des réactifs qui leur permettent de produire de la lumière ou de la chimiluminescence.

### Isotopes radioactifs
Des isotopes radioactifs peuvent être incorporés dans des réactifs de test immunologique pour produire un dosage radio-immunologique (RIA). La radioactivité émise par les complexes anticorps-antigène peut être facilement détectée en utilisant des méthodes conventionnelles.
Les RIA ont été parmi les premiers tests immunologiques mis au point, mais ils sont tombés en disgrâce en grande partie en raison de la difficulté et des dangers potentiels présentés par le travail avec la radioactivité,.